# Homoneura quiquenotata
Homoneura quiquenotata är en tvåvingeart som först beskrevs av de Meijere 1915.  Homoneura quiquenotata ingår i släktet Homoneura och familjen lövflugor. Inga underarter finns listade i Catalogue of Life.